# Chandraniscus chardyi
Chandraniscus chardyi är en kräftdjursart som beskrevs av George 2004. Chandraniscus chardyi ingår i släktet Chandraniscus och familjen Haploniscidae. Inga underarter finns listade i Catalogue of Life.